# Asia (hudební skupina)
Asia je progressive rocková superskupina, formovaná bývalými členy skupin Yes, King Crimson, Emerson, Lake & Palmer, Hold The Ladder, Uriah Heep, U.K. a The Buggles v roce 1981. Komerčně neúspěšnější sestavou byla ta původní, tvořená čtyřmi členy různých progresivních rockových kapel, které zaznamenaly velký úspěch v 70. letech: hlavním zpěvákem a baskytaristou Johnem Wettonem (King Crimson, Uriah Heep a U.K.), kytaristou Stevem Howem (Yes), klávesistou Geoffem Downesem (Yes a The Buggles) a bubeníkem Carlem Palmerem (Emerson, Lake & Palmer; sama o sobě superskupina). Jejich eponymní debutové album, vydané v roce 1982, zůstává jejich nejprodávanějším albem a obsadilo první příčky hitparád v několika zemích. Časopis Billboard jej označil za nejúspěšnější album v USA v roce 1982. Vedoucí singl z alba, „Heat of the Moment“, zůstává jejich nejvýše umístěnou a nejznámější písní, která se dostala do Top 40 ve více než tuctu zemí. V USA dosáhla 4. místa v Billboard Hot 100 a 1. místa v Billboard Mainstream Rock žebříčku.
Skupina prošla mnoha personálními změnami, než se původní čtveřice znovu sjednotila v roce 2006. Výsledkem bylo, že vznikla skupina Asia Featuring John Payne, která navazuje na Payneovu kariéru frontmana skupiny Asia v období od roku 1991 až do návratu Wettona v roce 2006. V roce 2013 se původní sestava znovu rozpadla, když Howe odešel do důchodu a nahradil jej kytarista Sam Coulson. Po několika letech neaktivity nahradil Billy Sherwood (Yes, World Trade, Circa:) nemocného Wettona (který krátce nato zemřel) při letním turné Asia s kapelou Journey v roce 2017. Po skončení turné kapela opět přešla do nečinnosti, než se v roce 2019 znovu objevila s Ronem „Bumblefoot“ Thalem, který nahradil Sherwooda i Coulsona jako zpěvák i kytarista. V roce 2022 se ke skupině jako kytarista a zpěvák místo Thala přidal Marc Bonilla, ale tato krátkodobá sestava nikdy nevystupovala ani nenahrávala. V roce 2024 oznámil Downes nové koncertní složení kapely ve složení: Geoff Downes, Virgil Donati, John Mitchell a Harry Whitley.

## Historie

### Formování skupiny
Asia se začala formovat po rozpadu „vlajkových lodí“ britského progressive rocku, skupin Yes a Emerson, Lake & Palmer. Po rozpadu skupiny King Crimson v roce 1974, měl baskytarista John Wetton plány na založení superskupiny. Neúspěšný byl pokus o založení projektu British Bulldog v roce 1976, jehož účastníky byli i Bill Bruford a Rick Wakeman. V roce 1977 se Bruford a Wetton sešli ve skupině UK, společně s kytaristou Allanem Holdsworthem a hráčem na klávesy a housle Eddie Jobsonem. Jejich debut byl v roce 1978. Po rozpadu UK začátkem 80. let byl naplánován nový projekt superskupiny, kterou měli tvořit hudebníci Wetton, Wakeman, bubeník Carl Palmer a (tehdy málo známý) kytarista Trevor Rabin. Wakeman však brzy z projektu vystoupil, ještě předtím, než podepsali smlouvu se společností Geffen a než začali vůbec společně hrát. V roce 1981 dal John Kalodner, manažer z A&R a Geffen Records, dohromady Wettona a kytaristu skupiny Yes Steve Howea, aby spolu začali psát a hrát.
Howe a Wetton byli brzy doplněni bývalým členem skupin Buggles a Yes klávesistou Geoffem Downesem. Carl Palmer se pak připojil později, už za plného provozu skupiny. Počítalo se i s Trevorem Rabinem a dokonce s ním už byly natočeny demo snímky, ten se však rozhodl přijmout nabídku baskytaristy skupiny Yes Chrise Squirea a bubeníka Alana Whitea vstoupit do nových Yes a tak se ostatní členové skupiny Asia rozhodli zůstat jako kvartet.

### Začátky
Stejnojmenné debutové album Asia získalo ohromný komerční úspěch, když se udrželo po devět týdnů v žebříčku časopisu Billboard. Singly „Only Time Will Tell“ a „Heat of the Moment“ se staly ohromnými hity Top 40 a později prolomily Top Five a staly se oblíbenými na sportovních událostech amerických stadionů.
Americké turné se velmi vydařilo, byly vyprodány všechny termíny v letech 1982 a 1983, oblíbenými se stali i na kanále MTV, kde hráli často jejich videoklipy. Billboard vyhlásil skupinu Asia skupinou roku 1982.

### Současnost
V roce 2006 byla obnovena skupina v původní sestavě (Wetton, Downes, Palmer, Howe) a nahrála spolu alba Phoenix (2008), Omega (2010) a XXX (2012). Howe v lednu 2013 oznámil odchod ze skupiny a jako náhradu členové skupiny zvolili Sama Coulsona.